# День Мартина Лютера Кинга
День Мартина Лютера Кинга (англ. Martin Luther King, Jr. Day) — федеральный праздник США, государственный выходной день, посвящённый борцу за права афроамериканцев, лауреату Нобелевской премии мира Мартину Лютеру Кингу. Праздник отмечается ежегодно в третий понедельник января и приурочен ко дню рождения Кинга 15 января.
Долгое время некоторые штаты не признавали День Мартина Лютера Кинга в качестве национального праздника и дополнительного оплачиваемого выходного дня или объединяли его с другими праздниками, так что имя Кинга не присутствовало в названии праздника. Праздник окончательно утвердился на всей территории США только в 2000 году.

## История
Мартин Лютер Кинг был убит 4 апреля 1968 года, и уже через четыре дня член Палаты представителей от Демократической партии Джон Коньерс (John Conyers) представил законопроект, в котором предлагалось сделать день рождения Кинга национальным праздником. Законопроект несколько лет находился в профильном комитете и не принимался к рассмотрению. В течение всего этого периода проходили акции профсоюзов в поддержку придания дню статуса праздника. В 1971 году в Конгресс была представлена петиция, которую подписали 3 000 000 человек, но Конгресс по-прежнему не рассматривал законопроект. В 1970-х годах в Конгресс поступило несколько десятков законопроектов, автором многих из которых был Коньерс. Впервые законопроект об учреждении национального праздника Дня Мартина Лютера Кинга был поставлен на голосование в 1979 году. Выполняя своё предвыборное обещание, его поддержал президент США Джимми Картер. В результате проект был отклонён, не добрав пять голосов до требуемого большинства в две трети от общего числа членов Палаты представителей. Оппоненты в частности критиковали проект за большие расходы, которые вызовет введение дополнительного выходного дня, и за создание нежелательного прецедента учреждения национального праздника в честь гражданина, никогда не занимавшего государственных должностей.
В 1980 году знаменитый чернокожий певец в жанре соул и активист движения за права афроамериканцев Стиви Уандер записал песню «Happy Birthday», целиком посвящённую кампании в поддержку праздника. В 1982 году Центр Кинга, основанный его вдовой Корреттой Скотт Кинг и активно участвовавший в кампаниях вокруг законопроектов, получил крупные пожертвования от The Coca-Cola Company, Miller Brewing Company и нескольких других корпораций. В 1983 году законопроект наконец успешно прошёл обе палаты Конгресса и 2 ноября 1983 года был подписан президентом Рейганом. Впервые День Мартина Лютера Кинга отмечался 20 января 1986 года.

## Альтернативные названия в штатах
В некоторых штатах праздник какое-то время официально существовал под другим названием. В Юте до 2000 года праздник носил название День прав человека (Human Rights Day), пока законодательное собрание штата не приняло закон, утвердивший общепринятое наименование. В Виргинии День Мартина Лютера Кинга отмечался как День Ли—Джексона—Кинга: день рождения Кинга был объединён с днями рождения генералов армии Конфедерации времён Гражданской войны Роберта Ли (19 января) и Томаса Джексона (21 января). Неоднозначность совмещения дней памяти настолько разных исторических фигур привела к тому, что в 2000 году был принят закон, разделивший два праздника (теперь День Ли—Джексона отмечается в Виргинии в пятницу, предшествующую Дню Мартина Лютера Кинга).